# マジきゅんっ!ルネッサンス
『マジきゅんっ！ルネッサンス』は、サンライズ、ポニーキャニオン、ブロッコリーが共同プロデュースする日本のオールメディアプロジェクト（メディアミックス作品）。2016年9月にゲームが発売され、同年10月から12月にかけてテレビアニメが放送された。

## あらすじ
魔法が芸術と化した世界では「アルティスタ」と呼ばれる魔法芸術のエンターテイナーが数多く活躍していた。そんなアルティスタを養成する「私立星ノ森魔法芸術高校」（略称：星芸）に愛ヶ咲小花という女子が転入してくる。小花は転校早々、学校の文化祭である「星ノ森サマーフェスタ」（略称：星フェス）の実行委員に選ばれ、様々な分野を得意とするアルティスタの卵の男子の実行委員6名と共に星フェスの成功を目指すこととなった。星フェスで最も活躍した男女1組には「アルティスタ・プリンス&プリンセス」という最高の称号が与えられるという。小花は果たして意中の彼とカップルを組み、これを獲得することが出来るのか?

## 登場キャラクター

### メインキャラクター
愛ヶ咲 小花（あいがさき こはな）
声 - 千本木彩花（アニメのみ）
本作の主人公。2年生。華道の名門一家に生まれる。その華道の伝説的アルティスタだった母に憧れ、星芸に転入してくる。入学試験当日は高熱で倒れてしまって不合格、その後超難関とされる編入試験に合格。母と同じく華道のアルティスタを目指す。
他人の長所を見つけるのが得意で、常に前向き。アルティスタが芸を披露する時に魔法の力で発生する「アルテの光」が転入当初は見られなかったが、実行委員の男子のアドバイスもあって光を出せるようになるなど徐々にアルティスタとしての片鱗を見せるようになる。
一条寺 帝歌（いちじょうじ ていか）
声 - 梅原裕一郎、金子彩花（少年時）
2年生。9月17日生まれ、乙女座、身長177cm、血液型A型。歌唱の天才。「キング」の異名を取る。
転入したばかりの小花には優しく接していたが、彼女が「愛ヶ咲さくらの娘」と知った途端に敵視し始める。だが、態度は厳しいものの、小花にアドバイスをするなど優しい一面も持ち合わせている。
幼い頃から歌が上手く、兄たちから家のために歌うよう期待されてきたが、時折それが彼を苦しめていた。周囲の期待を裏切れなかったため、人一倍努力をし、天才と呼ばれて恥のないよう、努力を見せないようにしている。
墨ノ宮 葵（すみのみや あおい）
声 - KENN
2年生。12月17日生まれ、射手座、身長179cm、血液型不明。書道の天才。帝歌とは幼馴染で、学内の成績のトップを争うライバルでもある。帝歌が周囲の期待から苦しむ姿を見て、彼のことを心配している。
学園に入ってから、アルテの光が見えなくなっていたが小花と関わるうちに見えるようになった。
特技は「正月」。
帯刀 凛太郎（たてわき りんたろう）
声 - 小野友樹 、 続木友子（少年時）
3年生。彫刻の天才で、チェーンソーアート（1本の木からチェーンソーで彫刻を作る）をやっていたものの退学を命じられた。だが、最後に委員会のみんなのために作ったお菓子で、アルテの光が出たことによりお菓子作りの専攻に変わったが学園に戻ることが出来た。
庵條 瑠衣（あんじょう るい）
声 - 羽多野渉、井上麻里奈（少年時）
3年生。ダンスの天才。通称「アンジェロ」。
自らを「ルイルイ」小花を「リトルフラワー」と呼ぶなど軽い一面を見せる一方、幼少時から両親（声 - 田中敦子（瑠衣の母））にダンスの英才教育を叩き込まれていたがある時これに挫折し、学園をサボりがちになり結局留年している。
星フェスで行われるダンスパーティーのためのダンスを小花に懇切丁寧に指導した事がきっかけとなって、ダンスに対する真摯な姿勢を取り戻す。
土筆 もね（つくし もね）
声 - 蒼井翔太
1年生。絵画の天才。凛太郎とはいとこ同士。「モノクロのプリンス」の異名を持ち、鉛筆で描いたデッサンさえも色鮮やかに見せる。
「モノクロのプリンス」の異名から色の付いた絵をあまり描かなくなり、世界がモノクロに視えていた。委員会のみんなと関わり、小花の言葉を受けて徐々に変わっていくが、なかなか色の付いた絵を描くことに踏み出せなかった。だが委員会でのバレーの最中、小花の笑顔を見て色が視えたことにより、委員会に来るようになった。
フードの中にペットであるハリネズミの「リン」を飼っている。
響 奏音（ひびき かなと）
声 - 江口拓也
1年生。身長185cm、体重75kg、血液型O型、誕生日1月29日。楽器演奏（チェロ）の天才。見た目は怖いが、困っている人を見ると放っておけない人懐っこい後輩。バスケが好きなスポーツマン。５人兄妹の長男（天音、和音、玲音、公音）。好きな食べ物はカレー、シチュー。嫌いな食べ物はコース料理。
千歳弓弦は中学時代のチェロの相方。

### サブキャラクター
近松 珠里（ちかまつ じゅり）
声 - 皆川純子
身長162cm、体重非公開。10月5日生まれ、O型。小花の寮のルームメイトで、明るくしっかり者の2年生。専攻は舞台演出。姉御肌を体現したような性格だが、演出家の血が騒ぐのか面白いことはどんどん受け入れる。作中の「演劇カフェ」では「珠里様…！」「かっこいい〜〜」という星芸女生徒の声から演出が専攻といってもしっかり演劇のスキルがあり評価されているようだ。また同話のダンスパーティーでも女生徒がキャアキャアしていたため星芸の中でも実力は折り紙つきのようである。アルテの光はオーロラのようなきらめき。
夏服と冬服でリボンの結び方を変える。冬は黒タイツ派。
陶堂 千彫（とうどう ちえり）
声 - 小西克幸
身長180cm、11月2日生まれの34歳、Ａ型。小花のクラスの担任教師。陶芸が得意。「星フェス実行委員会」担当でもあり、星芸OB。小花の母であるさくら、帝歌の長兄である雅声と同じ年に「星フェス実行委員会」に選ばれている。
土筆 るの（つくし るの）
声 - 沢城千春
身長174cm、2月22日生まれのAB型。もねの双子の兄。フランスに留学中。
千歳 弓弦（ちとせ ゆずる）
声 - 吉野裕行
身長182cm、5月17日生まれのB型 。1年生。奏音の中学からの友人でありライバル。
一条寺 雅声（いちじょうじ まさな）
声 - 新垣樽助
身長186cm、5月5日生まれの36歳、A型。一条寺家の長兄。 アルティスタ界を牛耳る「一条寺グループ」の役員。星芸OB。
愛ヶ咲家と一条寺家は室町時代から続く歴史的ライバル関係で、小花が星芸に転入したことを知ると帝歌に「必ずアルティスタ・プリンスとなれ」とハッパをかける。
小花の母であるさくら、小花のクラスの担任である千彫と同じ年に星フェス実行委員会に選ばれており、アートセッションも経験していた。
一条寺 神楽（いちじょうじ しんら）
声 - 平川大輔（アニメのみ）
身長184cm、6月21日生まれの28歳、O型。帝歌の次兄。雅声同様、弟に期待している。
校長
声 - 大塚明夫
身長183cm、1月1日生まれのＢ型、52歳。家柄や血筋とは関係なく、小花のアルティスタとしての秘めた才能に着目して星芸への転入を認めている。また瑠依は自らスカウトして入学にこぎつけている。
ウェブ配信されているダイジェスト編ではナレーションを担当。
愛ヶ咲 さくら（あいがさき さくら）
声 - 田村ゆかり（アニメのみ）
小花の母。彼女が10歳の時、事故で亡くなっている。享年30。
かつて華道で世界を驚かせた伝説のアルティスタ。星芸OGでもあり、現役学生にもレジェンドとして尊敬されている。
彼女もまた現役学生時代は星フェス実行委員で、その年アルティスタ・プリンセスとなった上にフェス自体も「奇跡と祝福のサマーフェスタ」として今なお語り継がれている。
帯刀 研太郎
声 - 麦人
凛太郎の祖父で帯刀家の初代当主。
シャルル
声 - ランズベリー・アーサー
功刀 刻臣（くぬぎ ときおみ）
声 - 西山宏太朗
響 天音
響 玲音
響 和音
響 公音

## ゲーム
2016年9月21日にPlayStation Vita用ソフトとしてブロッコリーより発売。開発はヒューネックスが担当している。
ファミ通クロスレビューでは7、7、7、7の28点。レビュアーは王道的なストーリーやエンディング後のアニメーションを賞賛した一方、魔法芸術を使うシーンが主に文章で表現されていることについて世界観上仕方ないがワンシーンだけでもスチルや映像にして華やかに見たかった、想像力が求められるがアニメを見た上でなら印象が変わりそうとした他、心理描写がそこそこながら展開が急であるためもっと会話劇を楽しみたかったことやゲーム全体は古風で薄めとも指摘した。

### CD（ゲーム）
| タイトル                                                         | 発売日        | 規格品番   |
| ---------------------------------------------------------------- | ------------- | ---------- |
| 「マジきゅんっ!ルネッサンス」テーマソング『キミにマジきゅんっ!』 | 2016年5月18日 | PCCG-01506 |

## テレビアニメ
2016年10月から12月にかけて放送された。全13話。

### スタッフ
- 原作 - 矢立肇
- 監督 - 山﨑みつえ
- シリーズ構成 - 金春智子
- キャラクター原案 - 由羅カイリ
- キャラクターデザイン - 石井久美
- 美術設定 - 座間智子
- 美術監督 - 秋山健太郎
- 色彩設計 - 鈴木依里
- 3DCGディレクター - 廣住茂徳
- プロップ作画監督 - 中島利洋
- エフェクト作画監督 - 田中宏紀
- 撮影監督 - 川下裕樹
- 編集 - 武宮むつみ
- 音響監督 - 岩浪美和
- 音楽 - 坂部剛
- 音楽制作 - ポニーキャニオン
- 音楽プロデューサー - 小松亜佐美、山田智子
- 企画プロデューサー - 若林悠紀
- プロデューサー - 梅崎淳志、石原良一、山本恵理華
- アニメーション制作 - サンライズ
- 製作 - Project マジきゅんっ！（サンライズ、ポニーキャニオン、ブロッコリー、サンライズ音楽出版、バンダイナムコライブクリエイティブ、バンダイナムコライツマーケティング）

### 主題歌
オープンニングテーマ「マジきゅんっ！No.1☆」（第1話 - 第13話）
作詞 - 坂井竜二 / 作曲 - 鈴木盛広 / 編曲 - 安岡洋一郎 / 歌 - ArtiSTARs（一条寺帝歌（梅原裕一郎）、墨ノ宮葵（KENN）、帯刀凛太郎（小野友樹）、庵條瑠衣（羽多野渉）、土筆もね（蒼井翔太）、響奏音（江口拓也））
エンディングテーマ「Please kiss my heart」（第2話 - 第13話）
作詞 - 山崎真吾、南野Emily / 作曲・編曲 - 山崎真吾 / 歌 - ArtiSTARs
挿入歌
「Art Session!!!!!!!」（第1・9話）
作詞 - 吉田詩織、久下真音 / 作曲 - MIKOTO / 編曲 - ハマサキユウジ / 歌 - ArtiSTARs
「Walk in the lonely night」（第1・3話）
作詞 - 吉田詩織 / 作曲・編曲 - 関根安里 / 歌 - 一条寺帝歌（梅原裕一郎）
「My world, Your world」（第2話）
作詞 - 吉田詩織 / 作曲 - 永塚健登 / 編曲 - ハマサキユウジ / 歌 - 墨ノ宮葵（KENN）
「Step of Happiness!」（第4話）
作詞 - 吉田詩織 / 作曲・編曲 - 安岡洋一郎 / 歌 - 庵條瑠衣（羽多野渉）
「Rainbow Star」（第5話）
作詞 - 吉田詩織 / 作曲・編曲 - 井村大 / 歌 - 響奏音（江口拓也）
「Shiny color」（第6話）
作詞 - 吉田詩織 / 作曲・編曲 - 藤本功一 / 歌 - 土筆もね（蒼井翔太）
「Sweets à la mode♪」（第7話）
作詞 - 吉田詩織 / 作曲 - 藤本功一 / 編曲 - 谷口尚久 / 歌 - 帯刀凛太郎（小野友樹）
「キミという光」（第8話）
作詞 - 吉田詩織 / 作曲・編曲 - 藤本功一 / 歌 - 一条寺帝歌（梅原裕一郎）
「キミにマジきゅんっ！」（第10話）
作詞・作曲・編曲 - 谷口尚久 / 歌 - ArtiSTARs
「Dear my special」（第13話）
作詞 - 吉田詩織、久下真音 / 作曲・編曲 - Akira Sunset、ha-j / 歌 - ArtiSTARs

### 各話リスト
| 話数 | サブタイトル               | 脚本     | 絵コンテ            | 演出       | 作画監督 | 総作画監督                                     |
| ---- | -------------------------- | -------- | ------------------- | ---------- | --- | ---------------------------------------------- |
| #1   | きらきら花咲くルネッサンス | 金春智子 | 山崎みつえ 湯川敦之 | 山崎みつえ | 石井久美、片山みゆき | 石井久美                                       |
| #2   | 君しか……見えない           | 金春智子 | 山崎みつえ 湯川敦之 | 越田知明   | 佐光幸恵、中島利洋 | 佐光幸恵                                       |
| #3   | 憧れはアルバムの中に       | 金春智子 | 京極尚彦            | 野木森達哉 | 今岡大、小林理 | 石井久美、片山みゆき                           |
| #4   | 月の光で踊らせて           | 中村能子 | 山崎みつえ 湯川敦之 | 鳥羽聡     | 山内則康、鈴木ひろみ | 佐光幸恵、石井久美                             |
| #5   | 放っとけないっすよ、先輩！ | 立原正輝 | 越田知明            | 越田知明   | 片山みゆき、凌空凛 中村深雪、瀧原美樹                                                                                          | 片山みゆき、佐光幸恵                           |
| #6   | いたずらな風に吹かれて     | 中村能子 | タムラコータロー    | 湯川敦之   | 南伸一郎、杉本幸子 中島里恵、中島利洋                                                                                          | 石井久美、瀧原美樹 佐光幸恵                    |
| #7   | 太陽みたいに輝いて         | 立原正輝 | 追崎史敏            | 鳥羽聡     | 中村深雪、むらせまいこ 中村千秋、神谷美也子 山崎克之、吉田雄一 青木美穂、桜井木ノ実                                            | 石井久美、佐光幸恵 片山みゆき、瀧原美樹        |
| #8   | 届かぬ光                   | 金春智子 | 田辺泰裕            | 小高義規   | 田中穣、岡田豊広 福元敬子 | 石井久美、佐光幸恵 片山みゆき、瀧原美樹 凌空凜 |
| #9   | 奇跡と魔法のフェスタ       | 金春智子 | 山崎みつえ          | 山崎みつえ | 中村深雪、重国勇二 むらせまいこ、瀧原美樹                                                                                      | 石井久美、佐光幸恵 瀧原美樹                    |
| #10  | ときめきサマーホリデー     | 中村能子 | ヤマサキオサム      | 湯川敦之   | 杉本幸子、凌空凛 山内則康、岡田洋奈                                                                                            | 石井久美、佐光幸恵 瀧原美樹、凌空凛            |
| #11  | あなたは運命の王子様       | 立原正輝 | 越田知明            | 越田知明   | 杉本幸子、重国勇二 むらせまいこ、中村千秋 岡田洋奈、中島利洋                                                                   | 石井久美、佐光幸恵 瀧原美樹、凌空凛            |
| #12  | 凍れる森の眠り姫           | 金春智子 | タムラコータロー    | 浅野勝也   | 江上夏樹、神谷美也子 山崎克之、吉田雄一                                                                                        | 片山みゆき、瀧原美樹                           |
| #13  | キミにマジきゅんっ！       | 金春智子 | 山崎みつえ          | 山崎みつえ | 杉本幸子、吉田雄一 中村千秋、中島里恵 岡田洋奈、尾崎正幸 むらせまいこ、湯川敦之 中島利洋、凌空凜 瀧原美樹、片山みゆき 佐光幸恵 | 石井久美、佐光幸恵 片山みゆき、瀧原美樹 凌空凜 |

### 放送局
| 放送期間                 | 放送時間                     | 放送局     | 対象地域 | 備考                      |
| ------------------------ | ---------------------------- | ---------- | -------- | ------------------------- |
| 2016年10月2日 - 12月25日 | 日曜 22:30 - 23:00           | TOKYO MX   | 東京都   |                           |
|                          | 日曜 23:30 - 24:00           | KBS京都    | 京都府   |                           |
| 2016年10月3日 - 12月26日 | 月曜 1:00 - 1:30（日曜深夜） | サンテレビ | 兵庫県   |                           |
|                          | 月曜 2:05 - 2:35（日曜深夜） | テレビ愛知 | 愛知県   |                           |
| 2016年10月4日 - 12月27日 | 火曜 23:30 - 水曜 0:00       | AT-X       | 日本全域 | CS放送 / リピート放送あり |
| 2016年10月5日 - 12月28日 | 水曜 0:00 - 0:30（火曜深夜） | BS11       | 日本全域 | BS放送 / 『ANIME+』枠     |

### BD / DVD
| 巻 | 発売日         | 収録話          | 規格品番   | 規格品番   |
| 巻 | 発売日         | 収録話          | BD         | DVD        |
| -- | -------------- | --------------- | ---------- | ---------- |
| 1  | 2016年12月21日 | 第1話           | PCXP-50461 | PCBP-53611 |
| 2  | 2017年1月18日  | 第2話 - 第3話   | PCXP-50462 | PCBP-53612 |
| 3  | 2017年2月15日  | 第4話 - 第5話   | PCXP-50463 | PCBP-53613 |
| 4  | 2017年3月15日  | 第6話 - 第7話   | PCXP-50464 | PCBP-53614 |
| 5  | 2017年4月19日  | 第8話 - 第9話   | PCXP-50465 | PCBP-53615 |
| 6  | 2017年5月17日  | 第10話 - 第11話 | PCXP-50466 | PCBP-53616 |
| 7  | 2017年6月21日  | 第12話 - 第13話 | PCXP-50467 | PCBP-53617 |

### CD（アニメ）
| タイトル                                                                                   | 発売日         | 規格品番   |
| ------------------------------------------------------------------------------------------ | -------------- | ---------- |
| TVアニメ「マジきゅんっ!ルネッサンス」オープニングテーマ『マジきゅんっ!No.1☆』              | 2016年10月26日 | PCCG-70341 |
| TVアニメ「マジきゅんっ!ルネッサンス」エンディングテーマ『Please kiss my heart』            | 2016年10月26日 | PCCG-70342 |
| TVアニメ「マジきゅんっ!ルネッサンス」『Solo-kyun!Songs vol.1 一条寺帝歌』                  | 2016年11月30日 | PCCG-70351 |
| TVアニメ「マジきゅんっ!ルネッサンス」『Solo-kyun!Songs vol.2 墨ノ宮葵』                    | 2016年11月30日 | PCCG-70352 |
| TVアニメ「マジきゅんっ!ルネッサンス」『Solo-kyun!Songs vol.3 庵條瑠衣』                    | 2016年12月7日  | PCCG-70353 |
| TVアニメ「マジきゅんっ!ルネッサンス」『Solo-kyun!Songs vol.4 響奏音』                      | 2016年12月7日  | PCCG-70354 |
| TVアニメ「マジきゅんっ!ルネッサンス」『Solo-kyun!Songs vol.5 土筆もね』                    | 2016年12月14日 | PCCG-70355 |
| TVアニメ「マジきゅんっ!ルネッサンス」『Solo-kyun!Songs vol.6 帯刀凛太郎』                  | 2016年12月14日 | PCCG-70356 |
| TVアニメ「マジきゅんっ!ルネッサンス」オリジナルサウンドトラック『Music-kyun♪ Memories』    | 2017年1月11日  | PCCG-01563 |
| TVアニメ「マジきゅんっ!ルネッサンス」ドラマCD『Magic-kyun!SHOW-TIME!!CD6人の王子と眠り姫』 | 2017年3月15日  | PCCG-01582 |

## 漫画
マジきゅんっ！ルネッサンス
『シルフ』（KADOKAWA アスキー・メディアワークス）2016年11月号より2017年3月号まで連載。作画は三尾じゅん太が担当。
マジきゅんっ！ルネッサンス〜小花と愉快なアルティスタたち〜
『ぽにマガ』（ポニーキャニオン）2016年10月6日より2017年1月23日まで連載。作画は芋Utoが担当。

## 小説
マジきゅんっ!ルネッサンスノベル〜ドキドキきらきらお部屋訪問の巻〜
『ぽにきゃんBOOKSライトノベルシリーズ』（ポニーキャニオン）より2017年1月17日に発売。著者は成田順。

## ボイスアクリルキーホルダー
マジきゅんっ!ルネッサンス soloeteボイスアクリルキーホルダー
2016年12月21日に発売されたグッズでアクリルキーホルダーの裏面に記載されたコードをスマートフォン端末からアプリ「soloete」で入力すると約30秒～50秒のボイスコンテンツが聞けた。入力は2回あり、商品1つを2回入力しても存在するが、商品2つの組み合わせや順序によって異なり、その数は6キャラ合計して全36種類である。ボイスコンテンツが聞けるのは2018年6月30日が有効期限。

## その他
2016年4月1日のエイプリルフール企画として、「7人目のアルティスタ」として華道家・タレントの假屋崎省吾が公式サイトに登場している。